# نیکون اف‌ایی
نیکون اف‌ایی (به انگلیسی: Nikon FE) یک دوربین عکاسی ساخت شرکت نیکون است.